# August Anderberg
Carl August Anderberg, född 18 augusti 1824 i Östraby, död 22 februari 1883 i Landskrona, var en svensk jurist.
Anderberg blev 1842 student vid Lunds universitet, där han avlade hovrättsexamen 1845. Han blev vice häradshövding 1850, assessor i Hovrätten över Skåne och Blekinge 1855 och revisionssekreterare 1861. Anderberg utnämndes till häradshövding i Rönnebergs, Onsjö och Harjagers domsaga 1864. 
Carl August Anderberg var son till kronofogden Jöns Peter Anderberg och Petronella Barbro Rothman. Han var bosatt på Maryhill i Glumslövs socken. Han var gift med Maria Johanna Engeström (1834-1901), dotter till lantbrukaren Jonas Nils Mauritz Engeström och dennes hustru Hanna Persdotter.